# 府官巷张氏大夫第
府官巷张氏大夫第，位于中国江西省抚州市南丰县琴城镇西门转角巷底，府官巷9号，是一座规模庞大的清代豪宅，由广东韶州府知府张希京建于清道光年间，占地面积2500平方米，建筑面积约1500平米，前后三进，规模宏大，装饰精美。五十年代改为胜利路小学。

## 保护
2018年3月9日，大夫第等琴城古建筑公布为第六批江西省文物保护单位，编号6-3-061。